# Stara synagoga w Żółkiewce
Stara synagoga w Żółkiewce – powstała w II połowie XVIII wieku z fundacji Tomasza Stamirowskiego. Spłonęła w 1852 r. W jej miejscu powstała nowa murowana synagoga.